# Colney
Colney är en ort och civil parish i Storbritannien.   Den ligger i grevskapet Norfolk och riksdelen England, i den sydöstra delen av landet, 150 km nordost om huvudstaden London. Colney ligger 22 meter över havet och antalet invånare är 124.
Terrängen runt Colney är platt. Runt Colney är det ganska tätbefolkat, med 124 invånare per kvadratkilometer. Närmaste större samhälle är Norwich, 5,1 km öster om Colney. Trakten runt Colney består till största delen av jordbruksmark.